# Choerodon monostigma
Choerodon monostigma là một loài cá biển thuộc chi Choerodon trong họ Cá bàng chài. Loài này được mô tả lần đầu tiên vào năm 1910.

## Từ nguyên
Từ định danh monostigma được ghép bởi hai âm tiết trong tiếng Hy Lạp cổ đại: mónos (μόνος, "đơn lẻ") và stígma (στίγμα, "dấu vết"), hàm ý đề cập đến đốm đen lớn ở vây lưng.

## Phạm vi phân bố và môi trường sống
C. monostigma được ghi nhận dọc theo vùng biển phía bắc Úc (từ bãi cạn Rowley, Tây Úc trải dài đến Port Curtis, Queensland), mở rộng phạm vi đến phía nam đảo New Guinea (cũng như ngoài khơi Tây Papua).
Môi trường sống cùa C. monostigma khá đa dạng, với nền đáy là bùn cát, đá vụn hay các thảm cỏ biển, được tìm thấy ở độ sâu đến 90 m.

## Mô tả
Chiều dài lớn nhất được ghi nhận ở C. monostigma là 25 cm. Cơ thể có màu hồng nhạt hoặc nâu lốm đốm, trắng hơn ở bụng. Đầu có nhiều vệt sọc xanh lam xung quanh mõm và mắt. Đốm đen nổi bật ở giữa vây lưng, nằm ở vị trí các tia gai cuối cùng. Các vây có các vệt sọc màu vàng và xanh lam.
Số gai ở vây lưng: 13–14; Số tia vây ở vây lưng: 7; Số gai ở vây hậu môn: 3; Số tia vây ở vây hậu môn: 10; Số tia vây ở vây ngực: 16–17; Số gai ở vây bụng: 1; Số tia vây ở vây bụng: 5.

## Sinh thái học
Thức ăn của C. monostigma có thể là những loài động vật có vỏ cứng như những loài cùng chi. Chúng được xem là một loài hải sản có thịt ngon, thường bị đánh bắt ngoài ý muốn (bycatch) ở khu vực Bắc Úc.

### Trích dẫn
- Gomon, Martin F. (2017). "A review of the tuskfishes, genus Choerodon (Labridae, Perciformes), with descriptions of three new species" (PDF). Memoirs of Museum Victoria. Quyển 76. tr. 1–111. doi:10.24199/j.mmv.2017.76.01.